# Pegomya lageniforceps
Pegomya lageniforceps är en tvåvingeart som beskrevs av Xue 2003. Pegomya lageniforceps ingår i släktet Pegomya och familjen blomsterflugor. Inga underarter finns listade i Catalogue of Life.